# Fluxo de mercadorias
Fluxo de Mercadorias é toda e qualquer movimentação de materiais existentes em um plano logístico, de uma plataforma indústrial, que vai desde a aquisição de matérias-primas até a chegada do produto acabado.
Esta movimentação de mercadorias que ocorrem em escala global, aumentou por vários motivos, podendo destacar:
- O crescimento populacional (2011, nasce o habitante 7 bilhões).
- O domínio do modelo socioeconômico, o capitalismo, e a ampliação da sociedade de consumo.
- Ampliação dos modais de transporte: capacidade de carga e velocidade de deslocamento.